# 魯魏公
魯魏公，即姬沸（？－前924年），為西周諸侯國魯國君主之一，是魯國第五任君主。他為魯幽公的弟弟，後弒其兄魯幽公自立為君，並當年改元，在位50年。

## 家庭
父親
- 魯煬公姬熙

兄弟
- 鲁幽公姬宰

兒子
- 魯厲公姬擢
- 魯獻公姬具